# Gerald Wirth
Gerald Wirth (* 1965 in Linz) ist ein österreichischer Dirigent, Komponist und Chorpädagoge. Von 2001 bis 2023 war er künstlerischer Leiter der Wiener Sängerknaben, von September 2013 bis Dezember 2022 war er auch Präsident des Vereins.

## Leben
Gerald Wirth erhielt seine erste musikalische Ausbildung bei den Wiener Sängerknaben und am Bruckner-Konservatorium in Linz. Er war Kapellmeister bei den Wiener Sängerknaben und Chordirektor am Landestheater Salzburg. 1991 übernahm er die Leitung des Calgary Boys’ Choir; in weiterer Folge wurde er musikalischer Leiter der Calgary Civic Symphony und des Vokalensembles Sangita. Er war Associate Conductor des Calgary Philharmonic Orchestra (Gastdirigate in Australien, China, Russland und den Vereinigten Staaten).
Sein Hauptinteresse gilt der Arbeit mit Stimmen: 1998 wurde Wirth stellvertretender künstlerischer Leiter der Wiener Sängerknaben, 2001 deren künstlerischer Leiter. Am 17. September 2013 wurde er zusätzlich zum Präsidenten des Vereins gewählt. Er hält international Workshops über Aufführungspraxis, Chorleitung und Stimmbildung.
Die meisten seiner Kompositionen sind Vokalwerke; dazu zählen seine Missa Apostolica (1988) und die Kinderopern Die Reise des kleinen Prinzen, Die Schicksalstafel und 1398 – Der Bettelknabe, 2010 im Wiener Musikverein uraufgeführt. Wirths Werke sind oft von Mythen oder philosophischen Texten inspiriert. In der musikalischen Umsetzung kombiniert Gerald Wirth Gregorianik, rhythmische Elemente und Elemente ethnischer Musik.
2003 gründete er die wirth music academy, um Chorleiter nach der Wirth-Methode aus- und weiterzubilden. Die Wirth-Methode ist ein musikpädagogischer Ansatz, der klassische Musiktheorie, Klangbewusstsein, Gehörtraining, Rhythmustraining und Blattsingen in einem Chor-Unterrichtskonzept verbindet.
Im März 2021 starteten Wirth und die Wiener Sängerknaben mit der Caritas Jordanien das Projekt „Music for hope“ zur Verbesserung der Musikvermittlung in Communities geflohener Menschen. Im Rahmen des Projekts entstand auch Sawti, eine App für Anfänger um richtig singen zu lernen.
Im Oktober 2023 trat Wirth aus gesundheitlichen Gründen als künstlerischer Leiter der Sängerknaben zurück und wurde von Erasmus Baumgartner abgelöst, der bereits sein Stellvertreter war.

## Werke (Auswahl)
- Missa Apostolica (1988)
- The Journey of the Little Prince. Kinderoper
- Die Schicksalstafel. Kinderoper (UA Februar 2002, Musikverein Wien)
- 1398 – Der Bettelknabe. Kinderoper (UA Februar 2010, Musikverein Wien)
- The Spirit of Music (Chor und Blechbläser)
- Carmina Austriaca (UA Juni 2016, Grafenegg Festival)

## Tonaufnahmen
- 2001: A Jewish Celebration in Song. A. Kaplan, Psalms of Abraham, S. Kalib, Day of Rest. Naxos (Milken Archive)
- 2003: Beethoven, Messe C-Dur; J. Haydn, Insanae et vanae curae; W.A. Mozart, Misericordias Domini. Koch Universal
- 2003: Singa is insre Freud. Volkslieder aus den Alpen. Koch Universal